# Чорнобильський шлях
Чорно́бильський шлях (біл. Чарнобыльскі шлях) — щорічна хода білоруської опозиції 26 квітня, присвячена аварії на Чорнобильській АЕС 1986 року. Ходу проводять починаючи з 1989 року.

## Історія
26 квітня 1996 року відбувся перший в роки правління Олександра Лукашенка «Чорнобильський шлях», приурочений до 10-річчя катастрофи на Чорнобильській АЕС. Ходу розігнав ОМОН. Затримали дуже багато учасників. Серед заарештованих були активісти Білоруського народного фронту Юрій Ходико, Лявон Борщевський, В'ячеслав Сівчик, Валентин Вечірко, журналісти А. Тризна, В. Дзюба. Участь у акції брали члени УНА-УНСО.